# Banco de la Reserva de Fiyi
El Banco Central de Fiyi (en inglés: Reserve Bank of Fiji) es el banco central de la República de Fiyi.

## Operaciones
Las responsabilidades del RBF incluyen la emisión de divisas , el control del suministro de dinero , el cambio de divisas , la estabilidad monetaria , la promoción de finanzas sólidas y el fomento del desarrollo económico.

## Historia
En 1867, comenzó la emisión de dólares. El 17 de marzo de 1874, el gobierno de Fiyi fue declarado en quiebra, la emisión de los billetes de banco se dio por terminada. Los billetes bancarios para Fiyi fueron emitidos por bancos privados: el Bank of New Zealand, el Bank of New South Wales y la Banking and Commercial Company.
En 1914, se creó una división de la administración colonial: el Consejo Monetario de Fiyi, que recibió el derecho exclusivo de emisión. En 1918 se inició la emisión de billetes de banco del gobierno de la colonia.
En abril de 1973, se creó el Departamento Central de Circulación de Dinero, al que se transfirió el derecho de emisión. El 1 de enero de 1984, se estableció el Banco de la Reserva de Fiyi